# Unió de Joves
La Unión de Jóvenes (en catalán Unió de Joves o UJ) fue la rama juvenil de Unión Democrática de Cataluña. Fundada el 29 de enero de 1932, UJ era una organización política nacionalista catalana y socialcristiana. Trabajaba por una sociedad inspirada en los valores humanistas.
En el 16.º Congreso Nacional de Unió de Joves, celebrado el 18 y 19 de octubre de 2014, Oriol Gil fue elegido presidente con el 95% de los votos, reemplazando a Iban Rabasa; y como secretario general fue elegido Borja Cerda con el 93% de los votos, en sustitución de Roger Montañola.
Junto con la Joventut Nacionalista de Catalunya formaba las juventudes de Convergència i Unió hasta la disolución de dicha federación en 2015.